# Cheilanthes quadripinnata
Cheilanthes quadripinnata är en kantbräkenväxtart som först beskrevs av Peter Forsskål, och fick sitt nu gällande namn av Oskar Kuhn. Cheilanthes quadripinnata ingår i släktet Cheilanthes och familjen Pteridaceae. Inga underarter finns listade.